# Пагода Чайттийо
Пагода Чайттийо (бирм. ; MLCTS: kyuik hti: yu:), также известная как Золотой камень — знаменитая буддистская святыня и место паломничества в штате Мон в Мьянме.
Пагода высотой 5.5 метров находится на вершине гранитного камня, балансирующего на уступе скалы. Камень покрыт сусальным золотом. По утверждениям верующих камень был помещён на скалу двумя натами (бирманскими духами) около 2500 лет назад. Женщинам запрещено касаться камня и находиться в непосредственной близости от него.
Пагода и камень находятся на вершине горы Чайттийо и окружены комплексом зданий религиозного назначения и местами ночлега для паломников. Грузовики с открытыми кузовами возят паломников и туристов из центра близлежащего городка Кинпун до терминала грунтовой площадки немного ниже вершины по серпантину длиной 16 км. От терминала до вершины идет пешеходная дорога длиной 3 км.
Камень может быть слегка раскачан парой человек. По некоторым сведениям, под раскачиваемым камнем можно протащить веревку. По преданию, в пагоде замурован волос Будды, который не дает камню соскользнуть с уступа.